# Isla de Patos (Estados Unidos)
Isla de Patos (en inglés: Patos Island) es una pequeña isla estadounidense en el archipiélago de las islas San Juan, parte del estado de Washington.  Desde 1893, ha sido el lugar donde se ubica el faro de isla de Patos, guiando a los barcos a través del paso de frontera entre Canadá y los Estados Unidos. 
La isla y los islotes adyacentes forman el parque estadal de la isla de Patos (Patos Island State Park), un  parque marino de 0,84 km².  Toda la isla es propiedad del gobierno federal estadounidense.
El nombre proviene de los exploradores españoles, y fue dado a la isla en 1792 por el comandante Dionisio Alcalá Galiano del barco Sutil y el capitán Cayetano Valdés y Flores del barco Mexicana.